# Tarasht
Tarasht  est un quartier du nord-ouest de Téhéran, la capitale de l'Iran. On y trouve notamment l'université de technologie de Sharif (1965) et le mausolée de l'érudit chiite Abdullah Tarashti (fa), dont les parties les plus anciennes datent du XVIe siècle.